# Provincia de Zipaquirá
La provincia de Zipaquirá fue una división administrativa y territorial de la República de la Nueva Granada, creada el 6 de mayo de 1852 cuando fue subdividida la provincia de Bogotá. La provincia existió hasta el 24 de mayo de 1855, cuando fue suprimida y su territorio reintegrado a la provincia de Bogotá.

## Geografía

### Aspecto físico
La provincia estaba ubicada en el noroeste del actual departamento colombiano de Cundinamarca, correspondiendo aproximadamente con el territorio de las actuales provincias de Sabana Centro y Rionegro. El territorio era altamente montañoso pues la Cordillera Oriental recorría la provincia de norte a sur, casi en forma paralela al principal cuerpo de agua de la región, el río Bogotá.

### División territorial
La provincia estaba dividida en tres cantones: Zipaquirá, Guatavita y La Palma. Ambos estaban divididos en distritos parroquiales y aldeas, de la siguiente manera:
- Cantón de Zipaquirá: Zipaquirá, Cajicá, Cogua, Cota, Chía, Gachancipá, Nemocón, Pacho, Sopó, Suesca, Tabio y Tocancipá.
- Cantón de Guatavita: Guatavita, Gachetá, Gachalá, Guasca, Medina, Sesquilé, Upía y Cabuyaro.
- Cantón de La Palma: La Palma, Caparrapí, Peña, Peñón, Topaipí y Yacopí.